# الدين في غانا

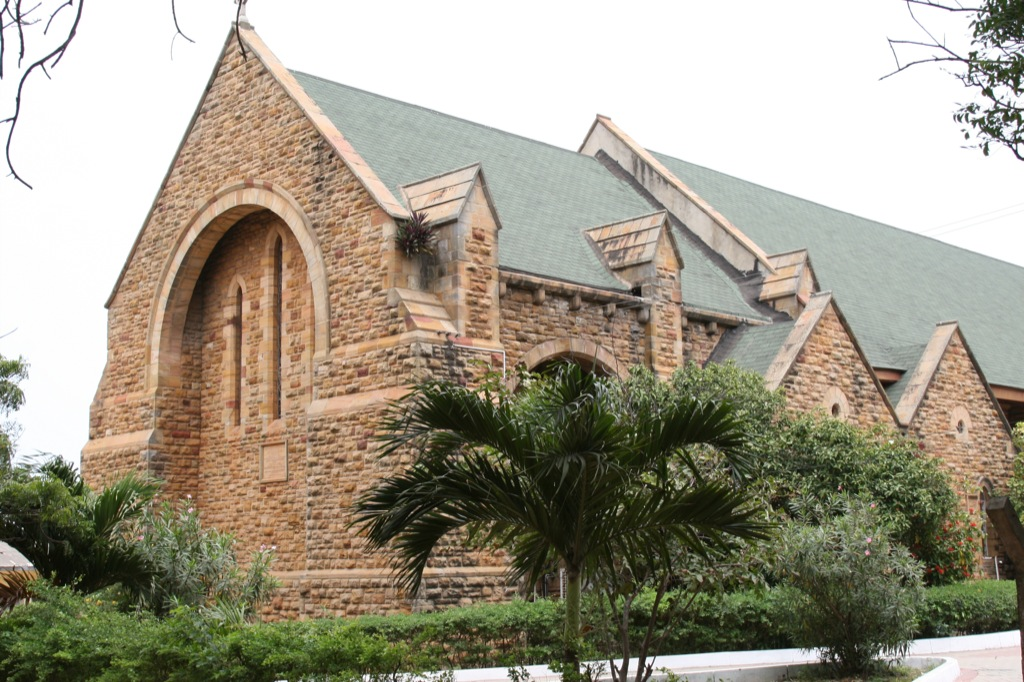
كاتدرائية الثالوث المقدس الأنجليكانية، في أكرا

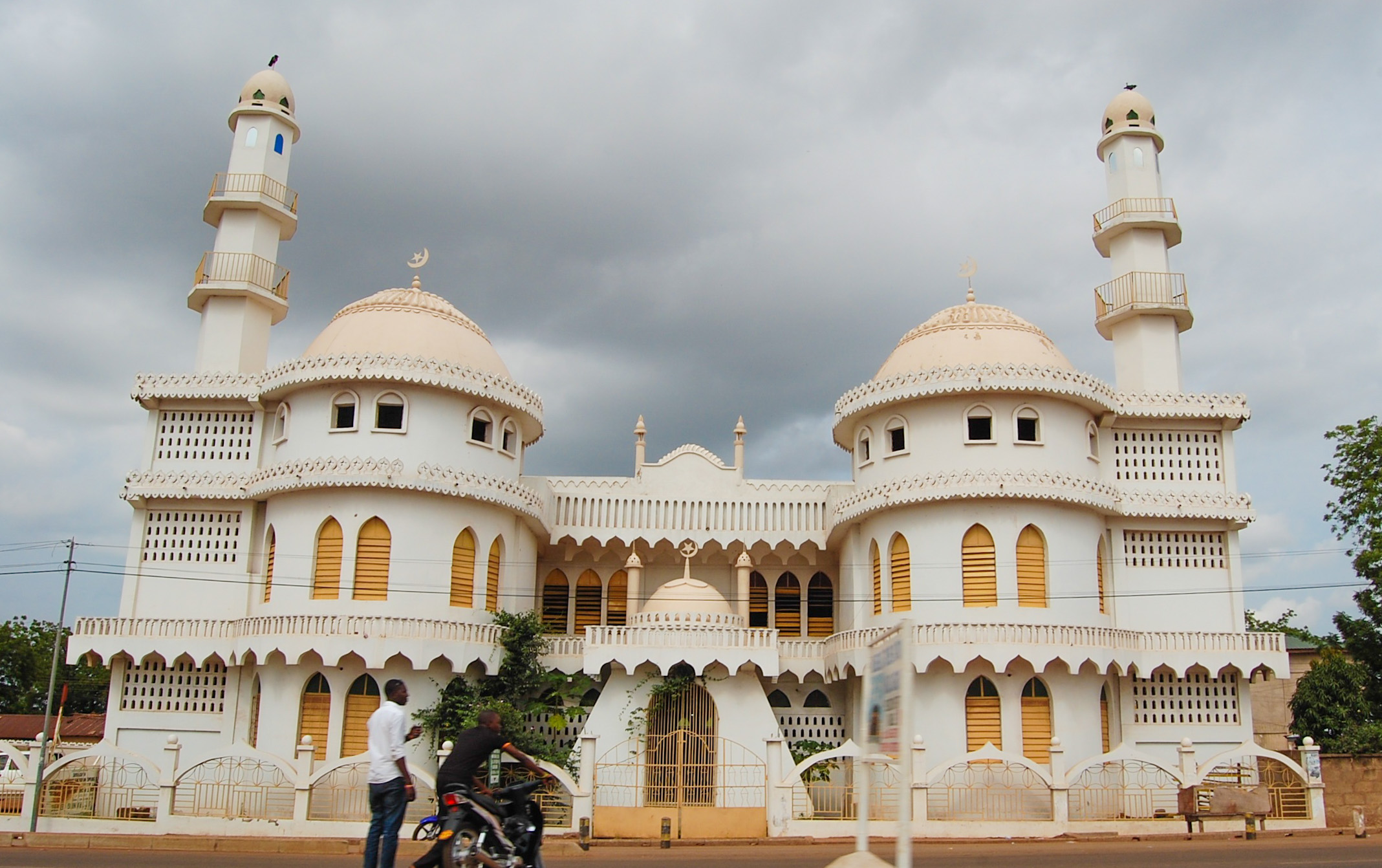
مسجد الأحمدية المركزي، تامالي، في المنطقة الشمالية

المسيحية هي أكبر ديانة في دولة غانا، حيث يعد 71.3% من سكان دولة غانا أعضاء في طوائف الديانة النصرانية. يعد الإسلام ثاني أكبر ديانة انتشارا في دولة غانا وبنسبة تعادل 19.9% من اجمالي عدد السكان.
تعتبر الاحتفالات النصرانية بعيد الميلاد وعيد الفصح أعياد وطنية. في الماضي، تم التخطيط لفترات إجازة في هذه المناسبات، مما يسمح للنصارى ممن يعيشون بعيدًا عن الريف بزيارة الأصدقاء والعائلة في المناطق الريفية. أما المسلمون فهم يحتفلون بعيد الفطر وعيد الأضحى.
لا توجد "صلة كبيرة بين العرق والدين في غانا".

## الإحصائيات
| الدين                        | تعداد عام 2000 | تعداد عام 2010 | تعداد عام 2021 |
| ---------------------------- | -------------- | -------------- | -------------- |
| النصرانية                    | 68.8٪          | 71.2٪          | 71.3٪          |
| النصرانية الخمسينية          | 24.1٪          | 28.3٪          | 31.6٪          |
| طوائف بروتستانتية أخرى       | 18.6٪          | 18.4٪          | 17.4٪          |
| النصرانية الكاثوليكية        | 15.1٪          | 13.1٪          | 10.0٪          |
| نصارى اخرون                  | 11٪            | 11.4٪          | 12.3٪          |
| الإسلام                      | 15.9٪          | 17.6٪          | 19.9٪          |
| الديانات الإفريقية التقليدية | 8.5٪           | 5.2٪           | 3.2٪           |
| ديانات أخرى                  | 0.7٪           | 0.8٪           | 4.5٪           |
| اللادينية                    |                |                | 1.1٪           |

## الهندوسية
تمارس الديانة الهندوسية في غانا منذ السبعينيات. تم تأسيسها هناك من قبل كاهن تقليدي معروف باسم كويسي إسيل الذي سافر إلى آسيا للبحث عن قوى الشفاء (لا يوجد ولا دليل علمي واحد على وجود قوى الشفاء). في عام 2021، تواجد حوالي 30 ألفًا أو 0.1% من الهندوس في دولة غانا.[بحاجة لمصدر]

## البوذية
في عام 1998، تم افتتاح أول معبد نيشيرين شوشو في إفريقيا وتحديدا في العاصمة الغانية أكرا. مما جعل غانا تمتلك حاليا أكبر معبد للنيشيرين شوشو خارج اليابان. يقع المعبد في طريق أنيا-أبليكوم عند تقاطع فانميلك في أكرا. توجد أماكن صلاة بوذية صغيرة أخرى في المدن الكبرى.

## اللادينية
يصعب قياس الإلحاد واللاأدرية في غانا.